# Everyday (Ariana Grande)
Everyday è un singolo della cantante statunitense Ariana Grande, pubblicato il 10 gennaio 2017 come quarto estratto dal terzo album in studio Dangerous Woman.

## Descrizione
Il brano è stato scritto dalla Grande insieme a Savan Kotecha, Ilya Salmanzadeh e Future e vede la partecipazione vocale di quest'ultimo. Riguardo alla collaborazione, la cantante ha dichiarato durante una intervista concessa alla stazione radiofonica KIIS FM: «Ho sempre saputo di voler collaborare con Future, ma non sapevo se potevamo trovare la canzone adatta da fare perché siamo così diversi, ma abbiamo trovato una base molto forte ed è molto unica ed emozionante.»
Il testo della canzone è esplicito ed è un inno alla soddisfazione sessuale. La cantante illustra una storia d'amore piena di vapore e insapona il flirt. Nella strofa cantata da Future, quest'ultimo cita vacanze costosissime e sforzi a tarda notte, che descrive se stesso come un cattivo ragazzo ideale alle esigenze della cantante.

## Promozione
Presentata in anteprima dalla cantante su Beats 1 il 13 maggio 2016, una settimana prima della pubblicazione dell'album, il 3 gennaio 2017 la cantante l'ha annunciato come singolo estratto dall'album.
La canzone è stata aggiunta alla playlist delle stazioni radiofoniche rhythmic negli Stati Uniti d'America, e in un secondo momento anche nelle contemporary hit radio statunitensi.

## Video musicale
Il 1º febbraio 2017 è stato pubblicato un lyric video per il brano, che mostra la cantante indossare un giacchetto grande, ballando e cantando davanti ad una fila di faretti.
Il video musicale è stato reso disponibile il 27 febbraio 2017 ed è stato diretto da Chris Marrs Piliero, il quale ha già lavorato in precedenza con la cantante per i video di Break Free e Santa Tell Me. La clip presenta scene della cantante che canta per le strade mentre la gente intorno a lei si bacia con altre in cui Future canta le sue parti, circondato da vari dipendenti che si baciano tra loro.

## Tracce
Testi e musiche di Ariana Grande, Savan Kotecha, Ilya Salmanzadeh e Nayvadius DeMun Wilburn.
1. Everyday (feat. Future) – 3:14

## Classifiche
| Classifica (2016-17) | Posizione massima |
| -------------------- | ----------------- |
| Australia            | 96                |
| Belgio (Vallonia)    | 88                |
| Canada               | 54                |
| Irlanda              | 88                |
| Portogallo           | 74                |
| Repubblica Ceca      | 70                |
| Slovacchia           | 65                |
| Stati Uniti          | 55                |